# الحصين بن الدجن العقيلي
الحصين بن الدجن بن عبد الله العقيلي، زعيم جند قنسرين بالاندلس وسيد بني كعب من هوازن بالاندلس، وكان على خلاف مع الصميل بن حاتم الكلابي على رئاسة القيسية بالاندلس وكان شاعراً فارساً ذا بأس ونجدة

## نسبه
هو الحصين بن الدجن بن عبد الله بن محمد بن عمرو بن يحيى بن عامر بن مالك بن خويلد بن سمعان بن خفاجة بن عمرو بن عقيل بن كعب بن ربيعة بن عامر بن صعصعة بن معاوية بن بكر بن هوازن بن منصور بن عكرمة بن خصفة بن قيس عيلان بن مضر بن نزار بن معد بن عدنان، وللحصين ذرية وعقب في جيان بالاندلس .

## نبذه
كان الحصين بن الدجن العقيلي زعيما لبني كعب من هوازن ومنافسا للصميل بن حاتم الكلابي على زعامة القيسية بالاندلس وكانت قبائل بنو كعب وبنو كلاب بينهم تنافس وتنافر منذ الجاهلية رغم انهما ينتمون إلى هوازن، ونزلت بنو كعب بجوار بنو كلاب في جيان بالاندلس ومعهم الحصين بن الدجن العقيلي وكان الحصين سيد جند قنسرين الذين بعثهم الخليفة هشام بن عبد الملك لحرب الخوارج البربر في المغرب مع طليعة بلج القشيري وبعد هزيمة بلج في معركة بقدورة امام الخوارج انتقل الحصين بن الدجن مع من نجى إلى الاندلس مع بلج بن بشر القشيري والصميل بن حاتم وثعلبة بن سلامة العاملي واستقر الحصين في جيان مع قومة بنو عقيل من كعب بن ربيعة من هوازن بجوار بعض العشائر الهوازنية هناك .

موقع جيان في اسبانيا اليوم والتي سكنتها قبائل بنو كعب وكلاب القيسية.

## علاقتة مععبد الرحمن الداخل
رغم أن القيسية قوم الحصين بن الدجن كانوا انصار يوسف بن عبد الرحمن الفهري واعداء بعد الرحمن الداخل عندما دخل الاندلس، إلى ان الحصين بن الدجن أنضم إلى عبد الرحمن الداخل الذي التفت حوله القبائل اليمانية بالاندلس وكان الحصين بن الدجن العقيلي هو الزعيم القيسي الوحيد الذي انضم مع الداخل ضد الفهري والصميل بن حاتم وانصارهم القيسية وكان ذلك بسبب العداء الشديد بين الحصين بن الدجن والصميل بن حاتم، وبعد انتهاء معركة المصارة وهزيمة الصميل والفهري امام الداخل، دانت الاندلس إلى عبد الرحمن الداخل ثم ولى شرطته الحصين بن الدجن العقيلي، لما عرف عنه الداخل من بلائه وشدة بأسه ونجدته وموقفه المعادي ليوسف الفهري وحليفة الصميل بن حاتم .

## قصة الخلاف بين الحصين والصميل
عندما ظهر بالاندلس عامر بن عمرو العبدري وهو من بنو عبد الدار ، وكان فارساً شجاعاً - وكان قائداً للصوائف قبل ولاية يوسف الفهري على الاندلس - دبت الغيرة في يوسف الفهري، وأخذ يكيد المؤامرات له، فأحس عامر العبدري بمكايد يوسف فأخذ يستعد للقضاء عليه .
فكان ذلك بداية لإشعال نار الحرب بين العصبيتين اليمنية والمضرية، حيث كتب عامر العبدري إلى الخليفة العباسي أبو جعفر المنصور يطلب منه أن يوليه الأندلس، وبعث المنصور سجل الولاية له، فبدأ الاستعداد لحرب يوسف الفهري فقام عامر ببناء حصن كبير في منيته بغرب قرطبة ، وقاعدة يشن منها الحرب على يوسف الفهري .
استنجد يوسف الفهري بالصميل بن حاتم للقضاء على عامر العبدري فأشار عليه الصميل بقتله، ففر عامر إلى سرقسطة وكان اغلب اهلها من اليمانية، وكان الصميل بن حاتم والياً عليها .
فنادى عامر الناس إلى سجل أبي جعفر المنصور فسارع له عدد كبير من اليمنيين، والبربر، فوصلت الأخبار إلى الصميل بن حاتم، فجهز جيشاً أرسله لمحاربتهم، ولكن جيشه هزم أمامهم، فقام عامر بمحاصرة الصميل في سرقسطة، فلم يجد الصميل بداً من أن يستنجد بيوسف الفهري ولكن لم تفلح محاولته للاستنجاد بيوسف حيث تضاءلت سلطة يوسف وضعف سلطانه .
استمر حصار الصميل في سرقسطة مدة سبعة أشهر، اضطر الصميل إلى الاستنجاد بقومه من القيسية في جند قنسرين ودمشق يسألهم إمداده، فأجابه عبد الله بن علي الكلابي سيد بني كلاب وجماعته من بني عامر بن صعصعه، وكذلك بنو محارب وبنو سليم وهوازن وبنو نمير وغطفان، وتحركت قيس كلها لنصرة الصميل، بينما تقاعس عن مساعدتهم من القيسية سيد جند قنسرين الحصين بن الدجن العقيلي وسيد جند دمشق سليمان بن شهاب العقيلي ، ولكنهما أدركا فيما بعد أن تقاعسهم غير مؤثر عليه فنهضا إلى دعوته بمن معهم من أنصارهم .
زحفت هذه الجيوش نحو سرقسطة وانضم إليهم بعض من بكر بن وائل وبني علي في وادي آنة، فوصلت هذه الجيوش إلى طليطلة ، فوصلت الأنباء لعامر العبدري ومعه الحباب بن رواحة الزهري فخافوا أن تنزل بهم الهزيمة إذا تقابلوا مع هذا المدد الكبير من القيسية، ففروا، وخرج الصميل من حصاره دون قتال .
وبعد ذلك قبض يوسف الفهري على عامر العبدري وابنه وهب والحباب بن رواحة الزهري وكبلهم بالحديد وهمَّ بقتلهم، فاستشار في قتلهم زعماء القيسية وكبارها، فأشاروا عليه بعدم قتلهم والإبقاء عليهم، وكان أشدهم تمسكاً بذلك سليمان بن شهاب العقيلي والحصين بن الدجن العقيلي، فرضخ يوسف لهذا الرأي لانه خشي الانشقاق في صفوف جيشه .
ثم ثارت البشكنج وجليقية على يوسف الفهري فأوفد إليهم يوسف جيشاً هزيلاً أسند قيادته إلى سليمان بن شهاب وجعل على خيله ومقدمته الحصين بن الدجن، وبعثهم في جيش ضعيف بغرض التخلص منهم بسبب معارضتهم له في قتل كبار أهالي سرقسطة والعبدري، وعندما تحرك الجيش بقيادة سليمان بن شهاب والحصين بن الدجن لقتال البشكنج مني الجيش بهزيمة أدت لمقتل سليمان بن شهاب وفرار من بقي منهم مع الحصين بن الدجن إلى سرقسطة، ففرح يوسف لهذا الخبر وتفرغ للقضاء على خصومه، فقتل عامر العبدري وابنه وهب والزهري، فقال له الصميل مبتهجاً: «قد قتلت ابن شهاب وقتلت عامراً والزهري، وهي والله لك ولولدك إلى الدجال من هذا ينازعك» ، موهماً إياه أنه بقتلهم تمكن من الاحتفاظ لنفسه ولابنه من بعده بولاية الأندلس.
وما هي إلا فترة من الزمن حتى وصله رسول أم عثمان أم ولد يوسف الفهري من قرطبة، وكان يحمل معه رقعة عليها:
ابن معاوية قد دخل منزل بطرش عند عبد الله بن عثمان، وأصفقت معه بنو أمية، وأن خليفتك على البيرة زحف إليه بمن خف من أهل الطاعة ليخرجه، فهزم وضرب أصحابه، ولم يقع قتل، فالرأي رأيك .
مما جعل الحصين بن الدجن ينضم إلى عبد الرحمن الداخل في معركة المصارة ويجعله الداخل على خيله في المعركة ويصبح من رجال دولتة لاحقا وقائدا لشرطتة في قرطبة .

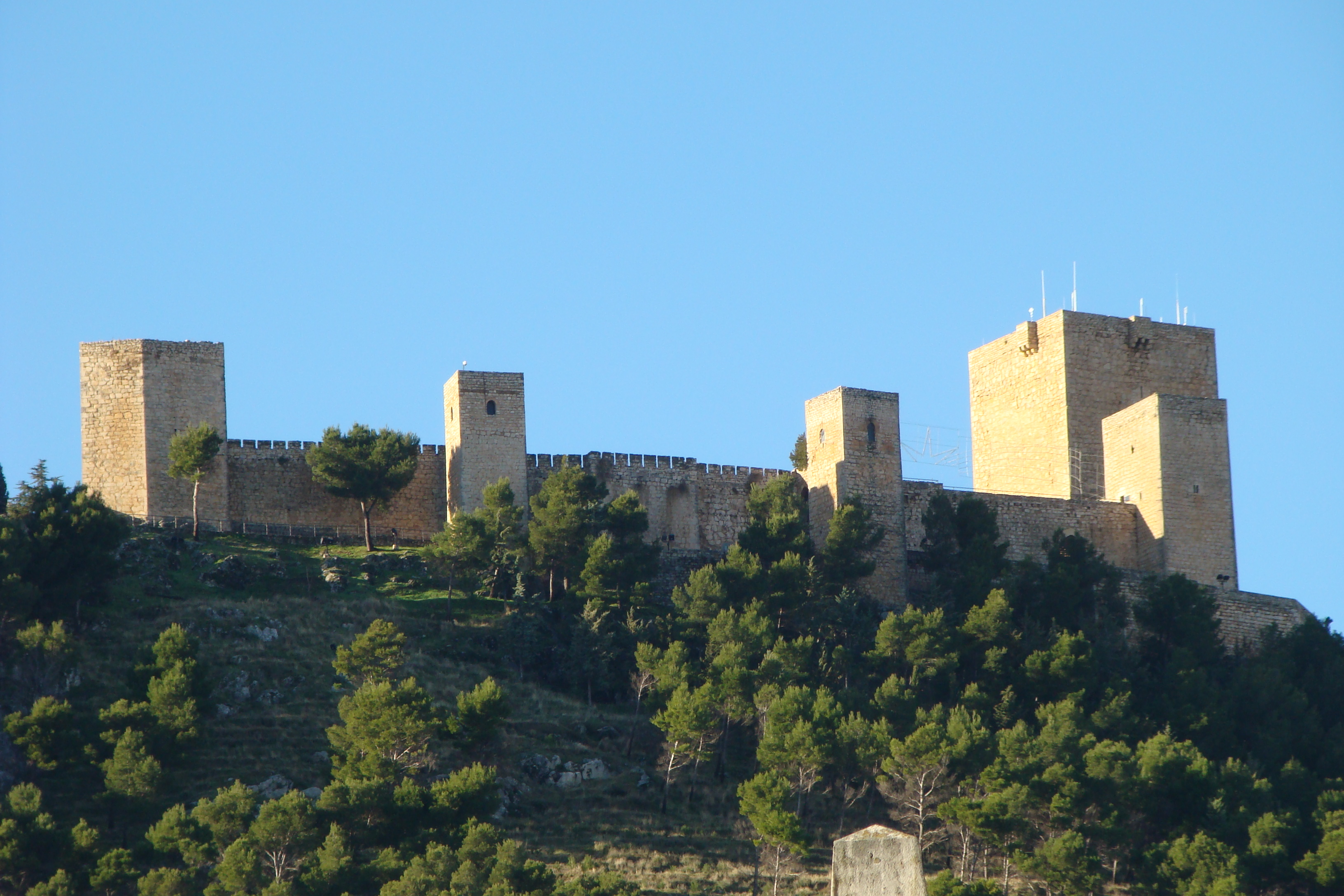
احدى القلاع الشهيرة في جيان